# Сикевица
Сикевица (рум. Sicheviţa) је насеље и седиште истоимене општине, која припада округу Караш-Северин у Румунији . Налази се на надморској висини од 349 м.

## Прошлост
По "Румунској енциклопедији" Сичевица је село смештено у долини, познато по 17 заселака.
Сићевица је ушла у Војну границу 1773. године, као насеље Илирско-пешачке регименте. Али 1776. године премештено је у састав 13. Влашко-илирске граничарскр регименте. Као штација (вод) увек припада Свињичкој чети. Године 1771. има 70 кућа, док 1775. достиже 134. Број становника је 1791. године износио 663, а 1797. године има их 796 православних житеља "за које је речено да су све Румуни".
Аустријски царски ревизор Ерлер је 1774. године констатовао да у месту које припада Ракаждијском округу, Новопаланачког дистрикта живе измешани Срби и Власи. У духовном погледу потпада под Кусићко-белоцрквански протопрезвират, Вршачко-карансебешке епархије.
По извештају генерал мајора Продановића "от Ужичке Каменице" из Панчева, 1802. године, Сикевица је било "полусрпско село", а налази се близу српске Љубкове.
У насељу је у 18. веку била православна црква брвнара посвећена Св. Духовима. Порта је била незаграђена, као и гробље. Поп парох Георгије Кузмановић-Поповић служи у месној парохији 1773-1782. године. Наследио га је поп Јован Поповић (1775). Парох Стеван Поповић (1789) је водио уредно црквене матрикуле. Од 1797. године служе свештеници Кузмановићи, који долазе у Сићевицу из Доње Љупкове.
Мада је постојала добра школска зграда, 1879. године није било ни учитеља ни ђака. Године 1797. постоји школа са учитељем коју похађају школска деца. А 1806. године школа је румунска, у коју долазе српска деца (11) из Доље Љупкове где нема школе. Учитељ је 1806. године био Илија Богеско из Шопота, а 1809. године учи их Србин, Павел Кузмановић, син старог поп Стефана.

## Становништво
Према попису становништва из 2002. године у насељу је живело 1.395 становника. Већинско становништво су били Румуни којих је било 97,4%, затим следе Роми са 1,9 и Срби са 0,4% становништва.
| Етнички састав према попису из 2002. године‍ | Етнички састав према попису из 2002. године‍ | Етнички састав према попису из 2002. године‍ | Етнички састав према попису из 2002. године‍ | Етнички састав према попису из 2002. године‍ |
| ------------------------------------------- | ------------------------------------------- | ------------------------------------------- | ------------------------------------------- | ------------------------------------------- |
|                                             |                                             |                                             |                                             |                                             |
| Румуни                                      | Румуни                                      |                                             | 1.359                                       | 97,4%                                       |
| Роми                                        | Роми                                        |                                             | 27                                          | 1,9%                                        |
| Срби                                        | Срби                                        |                                             | 5                                           | 0,4%                                        |